# Helmut Körnig
Helmut Körnig (Alemania, 12 de septiembre de 1905-5 de marzo de 1973) fue un atleta alemán, especialista en la prueba de 4 x 100 m en la que llegó a ser subcampeón olímpico en 1932.

## Carrera deportiva
En los JJ. OO. de Ámsterdam 1928 ganó la plata en los relevos 4 x 100 m, tras Estados Unidos y por delante de Reino Unido (bronce).
Cuatro años después, en los JJ. OO. de Los Ángeles 1932 volvió a ganar la medalla de plata en la misma prueba, con un tiempo de 40.9 segundos, llegando a meta tras Estados Unidos (oro con 40.0 s) y por delante de Italia (bronce con 41.2 segundos), siendo sus compañeros de equipo: Erich Borchmeyer, Arthur Jonath y Friedrich Hendrix.